# Higuera
Higuera – gmina w Hiszpanii, w prowincji Cáceres, w Estramadurze, o powierzchni 40,53 km². W 2011 roku gmina liczyła 110 mieszkańców.